# Lophocyonidae
Lophocyonidae es una familia extinta de carnívoros feliformes del Mioceno de Europa.

## Taxonomía
Lophocyonidae fue tratado previamente como una subfamilia de Hyaenidae, Procyonidae o Viverridae, pero Morales et al. (2019) la reconocieron como una familia distinta por derecho propio. Las características distintivas de los lofociónidos incluyen la molarización de los premolares anteriores (P3 y p4), la adaptación lofodonte de la dentición molar y la morfología compleja de los incisivos.
| Genus       | Species                                        | Image |
| ----------- | ---------------------------------------------- | ----- |
| †Euboictis  | †E. aliverensis                                |       |
| †Izmirictis | †I. cani                                       |       |
| †Lophocyon  | - †L. carpathicus - †L. paraskevaidisi         |       |
| †Sivanasua  | - †S. antiqua - †S. moravica - †S. viverroides |       |

## Filogenia
Las relaciones filogenéticas de Lophocyonidae se muestran en el siguiente cladograma:
|  | †Sivanasua antiqua     |
|  |                        |
|  | †Sivanasua moravica    |
|  |                        |
|  | †Sivanasua viverroides |
|  |                        |

|  | †Lophocyon carpathicus    |
|  |                           |
|  | †Lophocyon paraskevaidisi |
|  |                           |

|  | †Sivanasua antiqua     |
|  |                        |
|  | †Sivanasua moravica    |
|  |                        |
|  | †Sivanasua viverroides |
|  |                        |

|  | †Lophocyon carpathicus    |
|  |                           |
|  | †Lophocyon paraskevaidisi |
|  |                           |

|  | †Sivanasua antiqua     |
|  |                        |
|  | †Sivanasua moravica    |
|  |                        |
|  | †Sivanasua viverroides |
|  |                        |

|  | †Lophocyon carpathicus    |
|  |                           |
|  | †Lophocyon paraskevaidisi |
|  |                           |

|  | †Sivanasua antiqua     |
|  |                        |
|  | †Sivanasua moravica    |
|  |                        |
|  | †Sivanasua viverroides |
|  |                        |

|  | †Lophocyon carpathicus    |
|  |                           |
|  | †Lophocyon paraskevaidisi |
|  |                           |

|  | †Sivanasua antiqua     |
|  |                        |
|  | †Sivanasua moravica    |
|  |                        |
|  | †Sivanasua viverroides |
|  |                        |

|  | †Lophocyon carpathicus    |
|  |                           |
|  | †Lophocyon paraskevaidisi |
|  |                           |

|  | †Sivanasua antiqua     |
|  |                        |
|  | †Sivanasua moravica    |
|  |                        |
|  | †Sivanasua viverroides |
|  |                        |

|  | †Lophocyon carpathicus    |
|  |                           |
|  | †Lophocyon paraskevaidisi |
|  |                           |

|  | †Sivanasua antiqua     |
|  |                        |
|  | †Sivanasua moravica    |
|  |                        |
|  | †Sivanasua viverroides |
|  |                        |

|  | †Lophocyon carpathicus    |
|  |                           |
|  | †Lophocyon paraskevaidisi |
|  |                           |

|  | †Sivanasua antiqua     |
|  |                        |
|  | †Sivanasua moravica    |
|  |                        |
|  | †Sivanasua viverroides |
|  |                        |

|  | †Lophocyon carpathicus    |
|  |                           |
|  | †Lophocyon paraskevaidisi |
|  |                           |